# Nankyoku monogatari
Antarctica (南極物語, Nankyoku Monogatari, lit. "Història del pol sud") és una pel·lícula dramàtica japonesa del 1983 dirigida per Koreyoshi Kurahara i protagonitzada per Ken Takakura. La seva trama se centra en la desafortunada expedició científica del Japó al pol Sud de 1958, el seu dramàtic rescat de les dures condicions meteorològiques en el viatge de tornada, la relació entre els científics i els seus lleials i durs huskies de Sakhalin, especialment Taro i Jiro, i el destí dels 15 gossos que es van deixar enrere a la seva sort.
La pel·lícula va ser seleccionada com a entrada japonesa per a la Millor pel·lícula en llengua estrangera als Premis Oscar de 1983, però no va ser acceptada com a nominada. Va entrar al 34è Festival Internacional de Cinema de Berlín, i al Premis de l'Acadèmia Japonesa va ser nominat a la millor pel·lícula, cinematografia, il·luminació i partitura musical, guanyant el premi de popularitat per als dos gossos Taro i Jiro com a intèrprets més popular, així com el premi de cinematografia i elecció del lector als Premis de Cinema Mainichi. Va ser un gran èxit cinematogràfic i va mantenir el rècord de taquilla del Japó per les seves pel·lícules casolanes fins que va ser superat per La princesa Mononoke de Hayao Miyazaki el 1997.
La partitura electrònica original va ser creada pel compositor grec Vangelis, que recentment havia escrit música per a Carros de foc i Blade Runner. La banda sonora està disponible a tot el món en diversos formats com Antarctica.

## Argument
El febrer de 1958, la Segona Expedició d'Hivern de l'Equip Japonès per Agrimensurar l'Antàrtida viatja amb el trencaglaç Sōya per prendre el relleu dels 11 homes de la Primera expedició d'hivern. La Primera Expedició es retira en helicòpter, deixant 15 huskies de Sakhalin encadenats a la base de Showa per a la propera expedició.
A causa de les condicions meteorològiques extremes, Sōya no pot apropar-se prou a la base i es decideix no continuar amb el trasllat, deixant la base sense tripulació. L'equip està preocupat pels gossos, ja que el clima és molt fred i només queda una setmana de menjar per als gossos. Volen rescatar-los, però al final no poden, a causa de l'escassetat de combustible i aigua potable.
Vuit dels quinze gossos de trineu aconsegueixen desfer-se de les seves cadenes (Riki, Anko, Shiro, Jakku, Deri, Kuma, Taro i Jiro), mentre que els altres set moren de fam. Mentre els vuit viatgen a través del desert glaçat, es veuen obligats a sobreviure caçant pingüins i foques a les plataformes de gel i fins i tot menjant excrements de foca. A mesura que passen els mesos, la majoria moren o desapareixen. Riki és ferit mortalment per una orca mentre intenta protegir en Taro i en Jiro. Anko i Deri cauen pel gel i s'ofeguen a les aigües gelades. Shiro cau d'un penya-segat i mor, i en Jakku i en Kuma desapareixen al desert.
Onze mesos més tard, el 14 de gener de 1959, Kitagawa, un dels cuidadors de gossos de la primera expedició, va tornar amb la Tercera Expedició d'Hivern, amb ganes d'enterrar els seus estimats gossos. Ell, juntament amb els dos manipuladors de gossos Ushioda i Ochi, recuperen els cadàvers congelats dels set gossos encadenats, però es sorprenen al descobrir que vuit més s'han deslligat. Per a sorpresa de tothom, són rebuts cordialment a la base per Taro i Jiro, germans nascuts a l'Antàrtida.
Encara es desconeix com i per què van sobreviure, perquè un husky mitjà només pot viure en aquestes condicions durant aproximadament un mes. A la pel·lícula, el director va utilitzar les dades disponibles, juntament amb la seva imaginació, per reconstruir com els gossos van lluitar amb els elements i van sobreviure.

## Repartiment
- Ken Takakura com Akira Ushioda
- Tsunehiko Watase com a Kenjirō Ochi
- Eiji Okada com el cap Ozawa
- Masako Natsume com a Keiko Kitazawa
- Keiko Oginome com Asako Shimura
- Takeshi Kusaka com Morishima Kyōju
- Shigeru Kōyama com Horigome Taichō
- So Yamamura com Iwakiri Senchō
- Jun Etō com a Tokumitsu Taiin
- Kōichi Satō com a Toda Taichō
- Shin Kishida com a Mestre de Kissaten
- Takeshi Ōbayashi com a Nonomiya Taichō
- Shinji Kanai com a Ozaki Taichō

## Producció
La pel·lícula va trigar més de tres anys a fer-se. Va ser filmada a l'extrem nord d'Hokkaidō. Els gossos de la pel·lícula van ser engendrats per Kuma, un Sakhalin de Furen i van néixer a Wakkanai (Hokkaido), algunes imatges es van rodar a l'Antàrtida l'estiu de 1982 amb equips de gossos de la base Scott (Nova Zelanda).

## Estrena i recepció
Nankyoku monogatari es va presentar al 34è Festival Internacional de Cinema de Berlín. Va ser llançada al Japó el 1983 i a França el 1985. Des del 2007, la pel·lícula està disponible en DVD al Japó (subtítols en japonès) i Hong Kong (subtítols en xinès i anglès).
La raça de gos també es va popularitzar breument. No obstant això, American Humane va retenir la seva exempció de responsabilitat "No Animals Were Harmed", qualificant la pel·lícula d'"Inacceptable" a causa del que considerava una crueltat deliberada al plató. El director va respondre que les emocions mostrades pels gossos durant la pel·lícula van ser capturades amb cura i després editades a les parts rellevants. Per tal de recrear les escenes de la mort, els gossos van ser anestesiats acuradament. Les parts on els gossos es van ofegar o van caure es van fer a l'estudi i es van projectar en blau amb la ubicació real del rodatge. La sang dels gossos era falsa. No estava clar si les morts dels animals de presa (un ocell marí i una foca) també es van simular.

### Taquilla
La pel·lícula va tenir un gran èxit al Japó, on va vendre 3,5 milions d’entrades en venda anticipada abans de l'estrena. Es va convertir en la pel·lícula japonesa número u al mercat nacional l'any 1983, i va guanyar 5.900 milions de ¥ en ingressos per lloguer. Es va convertir en la pel·lícula nacional més taquillera al Japó fins aleshores amb 11.000 milions de iens (101 milions de dòlars) en ingressos bruts, per 12 milions d’entrades venudes al país. Va mantenir el rècord de taquilla nacional durant catorze anys.
A França, la pel·lícula va vendre 543.470 entrades a taquilla, la qual cosa la va convertir en la 77a pel·lícula més taquillera del 1985.

### Adaptacions
El 2006 l'argument de Nankyoku monogatari es va adaptar al remake de pel·lícula d'acció en viu de Disney Eight Below, que està dedicat a la memòria del director Koreyoshi Kurahara. Una sèrie dramàtica de televisió japonesa de 2011 titulada Nankyoku Tairiku se centra en la primera expedició del Japó a l'Antàrtida el 1958. També inclou l'exempció de responsabilitat American Humane "No Animals Were Harmed".

## Àlbum de la banda sonora
La banda sonora va ser composta, organitzada, produïda i interpretada per l'artista grec Vangelis. Va ser gravat als Nemo Studios de Vangelis, a Londres, Regne Unit, per l'enginyer de so Raine Shine. L'àlbum va ser llançat a tot el món (inclòs el Japó) com Antarctica.

## Destí de Taro i Jiro
El germà petit, Jiro, va morir a l'edat de quatre anys durant la cinquena expedició el juliol de 1960. El seu cos es va convertir en un espècimen i es troba al Museu Nacional de Natura i Ciència a Ueno, Tòquio. El germà gran, Taro, va tornar a la Universitat d'Hokkaido per la seva jubilació, i va morir als 15 anys l'any 1970. El seu cos també es va convertir en espècimen a la Universitat d'Hokkaido.